# Amador Cuesta
Amador Cuesta Barrientos más conocido como Amador (San Felices de los Gallegos, Salamanca, 1863 - Madrid, 1939) fue un fotógrafo español que realizó reportajes fotográficos y retratos a finales del siglo XIX y principios del siglo XX.
Su padre Manuel Cuesta era fotógrafo, Amador se forma con su padre y posteriormente con fotógrafos Napoleón. Comenzó realizando fotografía ambulante y de ciudades como el reportaje realizado en Guadalajara en 1884 en las primeras fiestas de la Virgen de la Antigua. Una de sus fotografías más conocidas es la del cadáver incorrupto de San Isidro Labrador que le supuso un buen negocio al vender gran cantidad de copias.
Su primer estudio estuvo en la calle Toledo, en 1898 se estableció en la Puerta del Sol 13 (actual número 12) de Madrid manteniendo durante dos años ambos estudios.Actualmente en dicha fachada existe una placa municipal que conmemora su figura. Muchos de los retratos que realizó han servido para documentar la Restauración española y conocer a sus gentes, y pueden encontrarse en el Archivo Amador del Museo de Historia de Madrid. Fotografía suyas figuran en el libro Madrid en la mano de Pedro Felipe de Monlau y un estudio más completo por parte del académico Publio López Mondejar en Historia de la fotografía en España. Son de destacar las fotografías del Tribunal de la Rota, las Reinas de la Micarenne, los retratos de políticos en sus despachos y familia de la Casa Real de Alfonso XIII. Entre los fotógrafos que se formaron en su estudio se encuentran José Campúa, Alfonso Sánchez García y Luis Ramón Marín. A Alfonso le vendió su estudio de la calle Toledo.
Bastantes de sus fotografías se publicaron en la prensa, así en 1893 comenzó a colaborar en Nuevo Mundo, también publicó en Blanco y Negro, El Teatro, El Español y El Gráfico que aunque dispuso de una gran tirada fue cerrado por el gobierno de Maura en 1904.